# 埃讷济
埃讷济（法語：Hennezis，法語發音：[ɛnzi]）是法国厄尔省的一个市镇，属于莱桑德利区。

## 地理
埃讷济（49°11'35"N, 1°27'53"E）面积15.63 平方千米，位于法国诺曼底大区厄尔省，该省份为法国北部内陆省份，北起滨海塞纳省，西接奧恩省和卡爾瓦多斯省，南至厄尔-卢瓦省，东临瓦兹省、瓦兹河谷省和伊夫林省。
与埃讷济接壤的市镇（或旧市镇、城区）包括：莱桑德利、布阿夫勒、吉斯尼耶、韦克桑地区梅济耶尔、利勒圣母村、莫尔港。

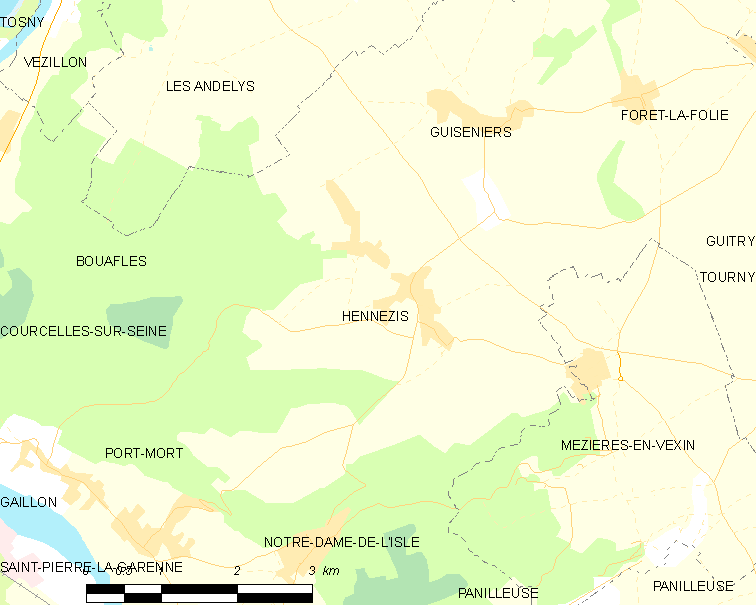
埃讷济的OSM定位图

埃讷济的时区为UTC+01:00、UTC+02:00（夏令时）。

## 行政
埃讷济的邮政编码为27700，INSEE市镇编码为27329。

## 政治
埃讷济所属的省级选区为莱桑德利县。

## 人口

1962-2008年间埃讷济人口变化图示

埃讷济于2022年1月1日时的人口数量为749人。